# Élisabeth Ryksa
Élisabeth Ryksa (en polonais : Ryksa Elżbieta ; en tchèque : Eliška/Alžběta Rejčka), née le 1er septembre 1288 à Poznań et morte le 19 octobre 1335 à Brno, est une princesse issue de la maison Piast, fille du roi Przemysl II de Pologne et de Richezza de Suède. Elle est reine de Bohême et reine de Pologne à partir de 1303, en tant qu'épouse du roi Venceslas II, mort en 1305. En 1306, elle devient reine de Bohême pour la seconde fois ainsi que duchesse d'Autriche lors de son mariage avec Rodolphe III de Habsbourg, mort l'année suivante.

## Biographie
Élisabeth Ryksa est née à Poznań, la résidence de son père Przemysl II, duc de Grande-Pologne depuis 1279. Elle est le seul enfant de Przemysl et de sa seconde épouse Richezza, fille du roi Valdemar Ier de Suède. Sa mère est décédée alors qu'elle n'est âgée que de six ans. 
Après le décès de Henri IV le Juste, princeps de Pologne, en 1290, son père monte sur le trône de Cracovie. Toutefois, il se voit confronté aux prétentions de son cousin Ladislas de Cujavie et du roi Venceslas II de Bohême. Malgré toutes les difficultés, Przemysl est sacré roi de Pologne, le premier après la période de « démembrement territorial » (rozbicia dzielnicowego) suivant le décès de Boleslas III Bouche-Torse en 1138. Néanmoins, cette réunification n'est pas durable et le nouveau roi est assassiné en février 1296. Ainsi, la lignée des ducs de Grande-Pologne s'éteignit.
Après l’assassinat de son père, la jeune Élisabeth Ryksa devient la protégée de Marguerite de Brandebourg, la veuve et troisième épouse de son père. Elle est éduquée à la cour du margrave Albert III de Brandebourg et elle est destinée à devenir la femme de son fils Othon. La mort inopinée de celui-ci en 1298 réduit ce projet à néant.

### Reine à deux reprises

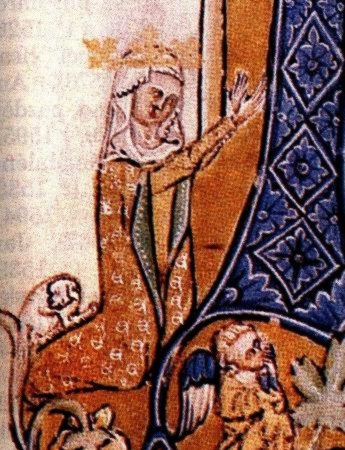
Élisabeth Ryksa de Pologne, miniature du XIVe siècle.

Étant la dernière représentante des Piast du duché de Grande-Pologne, elle est un parti intéressant pour tout prétendant à la couronne polonaise. Les puissants de Grande Pologne acceptent que Venceslas II de Bohême devienne roi de Pologne, à la condition qu’il épouse Élisabeth Ryksa dès qu’elle aura atteint l’âge de quinze ans. Le souverain se fiance avec Élisabeth Ryksa qui s’installe à Prague ; il est couronné roi de Pologne à Gniezno le 25 juillet 1300.
Le 26 mai 1303, à la cathédrale de Prague, Élisabeth Ryksa épouse Venceslas II et elle est couronnée reine de Bohême et de Pologne par Henri de Wierzbno, évêque de Wrocław. Une petite fille prénommée Agnès naît de cette union, quelques jours avant le décès de Venceslas le 21 juin 1305. 
La couronne de Bohême et de Pologne revient à Venceslas III, le fils de Venceslas II, issu du premier mariage avec Judith de Habsbourg, qui a déjà été couronné roi de Hongrie en 1305. Détenteur de trois couronnes, il est impliqué dans des conflits interminables avec Ladislas de Cujavie, de même qu'avec Albert Ier de Habsbourg, roi des Romains. Il ne faut pas longtemps avant que la dynastie des Premyslides s’éteigne après son assassinat le 4 août 1306.
Élisabeth Ryksa devient de nouveau un parti intéressant pour qui veut monter sur le trône de Bohême et de Pologne. C’est le fils d'Albert Ier, Rodolphe III de Habsbourg, duc d'Autriche, qui épouse Élisabeth Ryksa le 16 octobre 1306, et qui devient nouveau roi de Bohême. Engagé dans des opérations anti-insurrectionnelles contre l'aristocratie, Rodolphe décède quelques mois après son mariage, le 3 juillet 1307, sans laisser aucun héritier. 

### Veuve

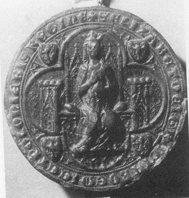
Sceau d'Élisabeth Ryksa, XIVe siècle.

Alors qu’elle n’a pas encore vingt ans, Élisabeth Ryksa devient veuve pour la seconde fois. Bien entretenue par son mari, elle pouvait acheter la seigneurie de Hradec Králové (« le château de la reine »). Néanmoins, une guerre civile éclate en Bohême, mettant aux prises deux prétendants au trône, le duc Henri de Goritz, fils du duc Meinhard de Carinthie, et Frédéric le Bel, le frère cadet de Rodolphe de Habsbourg. Son beau-frère Frédéric perd la guerre et Élisabeth Ryksa doit fuir. En août 1308, elle sera autorisée à revenir à Hradec Kralove où elle encouragera le développement de l’art et de la culture.
En 1310, Jean de Luxembourg, fils du roi Henri VII, épouse Élisabeth, une fille du premier mariage de Venceslas II, et devient roi de Bohême. Élisabeth Ryksa rejoint le camp des opposants au nouveau roi. Deux raisons expliquent ce choix. Tout d’abord, elle est blessée dans son orgueil parce que Jean de Luxembourg lui a préféré sa belle-fille. Ensuite, elle vit une histoire d’amour avec Henri de Lipa (Jindřich z Lipé), le chef de l’opposition. 
En 1315, Henri est arrêté et emprisonné par Jean de Luxembourg. La Bohême était une fois de plus en ébullition et la puissance d’Élisabeth Ryksa est telle que le roi de Bohême est obligé de relâcher son prisonnier en avril 1316. Henri s'est vu confier l'administration du margraviat de Moravie et en 1321 Élisabeth Ryksa vend la région de Hradec Kralove et s’installe avec lui à Brno. Sa fille Agnès avait épousé le duc silésien Henri de Jawor vers 1317. Les relations avec Jean de Luxembourg se réchauffent.
Henri décède le 26 août 1329. Élisabeth Ryksa se retire dans le couvent des cisterciennes qu'elle avait fondé à Brno. Quatre ans plus tard, en compagnie de sa fille, elle fait un pèlerinage de plusieurs mois dans les sanctuaires de Rhénanie.
Élisabeth Ryksa mourait le 19 octobre 1335 à Brno et est inhumée à côté d’Henri de Lipa. Elle laisse toute sa fortune à des institutions religieuses de Bohême et de Pologne.

## Mariage et descendance
En 1300, Élisabeth épouse en premières noces le roi Venceslas II de Bohême. Ils ont une fille :
- Agnès (en) (15 juin 1305 - avant le 4 janvier 1337), mariée à Henri, duc de Jauer.

Le 16 octobre 1306, Élisabeth épouse en secondes noces Rodolphe III de Habsbourg.